# ローリー法
ローリー法（ローリーほう、Lowry method, Lowry protein assay）はタンパク質の定量分析法としてよく用いられる方法。
ビウレット反応（2価銅イオンとペプチド結合の反応）とアミノ酸側鎖の酸化反応とを組み合わせたものである。タンパク質濃度が0.01から1.0mg/mlの範囲に適している。
タンパク質溶液にアルカリ性条件で硫酸銅、次いでフォリン-チオカルトー試薬（Folin-Ciocalteu reagent）を加えて反応させ、750nm吸光度（眼には青藍色に見える）を測定する。フォリン-チオカルトー試薬はタングステン酸、モリブデン酸、リン酸等から作られ、フェノールの検出にも用いられるのでフェノール試薬ともいう。芳香族アミノ酸（トリプトファンとチロシン）およびシステインとの反応によりホスホタングステン酸・ホスホモリブデン酸が還元され、750nm付近に吸収を生じる。この吸収波長はビウレット反応生成物にも近く、ビウレット法単独より感度が100倍ほど高くなっている。
操作は容易なので、紫外吸収法やブラッドフォード法とならびよく使われる。ただし反応に時間がかかる、タンパク質の種類（アミノ酸組成）により感度が異なる、遊離アミノ酸・フェノール類・還元剤・EDTAなどにより妨害されるといった欠点がある。これをもとに改良した方法としてビシンコニン酸法（BCA法）なども用いられている。

## 世界で最も引用された論文
ローリー法を発表した論文は「世界で最も引用された論文」として知られており、30万回以上引用されている。また、第2位は同じくタンパク質に関するウルリッヒ・レムリーの論文、第三位も大まかなテーマが同じのタンパク質の定量分析法のブラッドフォード法である。